# My Immortal
My Immortal è il terzo singolo del gruppo rock statunitense Evanescence estratto dal primo album Fallen, pubblicato l'8 dicembre 2003 dalla Wind-up Records.

## Descrizione
La sua prima comparsa pubblica avviene insieme a Bring Me to Life nella colonna sonora del film Daredevil, come sottofondo nella scena del funerale. La prima versione di questo brano risale al 1997, infatti è il primo demo (insieme a Understanding) scritto dal cofondatore degli Evanescence, Ben Moody. Il testo è basato su un breve racconto scritto da Moody in un momento anteriore. Dopo successive modifiche e versioni sia Amy Lee che David Hodges arrivarono a condividerne i crediti (per quanto Hodges non sia accreditato nel booklet di Fallen).
La traccia fu infatti registrata in una nuova versione per il primo disco demo del gruppo, Origin, con testo e melodia del pianoforte leggermente riarrangiate e con l'aggiunta del bridge composto da Amy Lee. Una nuova versione (la più nota) fu incisa per l'album di debutto ufficiale del gruppo Fallen ed incorporata nel Mystary EP. Il brano fu registrato una quarta volta e lanciato come singolo negli ultimi mesi del 2003; si fa riferimento ad esso spesso come alla "versione di gruppo".
Di questa canzone sono state diffuse diverse versioni:
- Band Version (quella presentata nel video del singolo);
- Band Version No Strings (simile alla band version non contiene accordi orchestrali);
- Band Version Guitars Down (anch'essa molto simile alla versione band);
- Instrumental Version;[senza fonte]
- Live Acoustic Version;
- Live Version (di versioni live ne sono state pubblicate due: quella di Anywhere but Home e My Immortal Live from Cologne);
- Album Version (traccia #4 di Fallen);
- Origin Version (la stessa versione Fallen ma senza gli accordi orchestrali);
- Demo 1997 (la prima versione con differenze esorbitanti, più comunemente conosciuta come "piano - vocal version").

Nel 2007 viene registrata una cover dal cantante dei Toto Joseph Williams per l'album Tears.

## Accoglienza
Nella sua recensione del secondo disco degli Evanescence, The Open Door, Alex Nunn dal sito musicOMH ha criticato i nuovi brani, sostenendo che mostrassero quanto la band "fosse sprofondata" dalla canzone My Immortal di Fallen. Colette Claire dal The Gauntlet ha paragonato My Immortal a Lithium, scrivendo che il primo ha la stessa moda del secondo, ma solo in un modo più folle, da Tori Amos.

## Video musicale

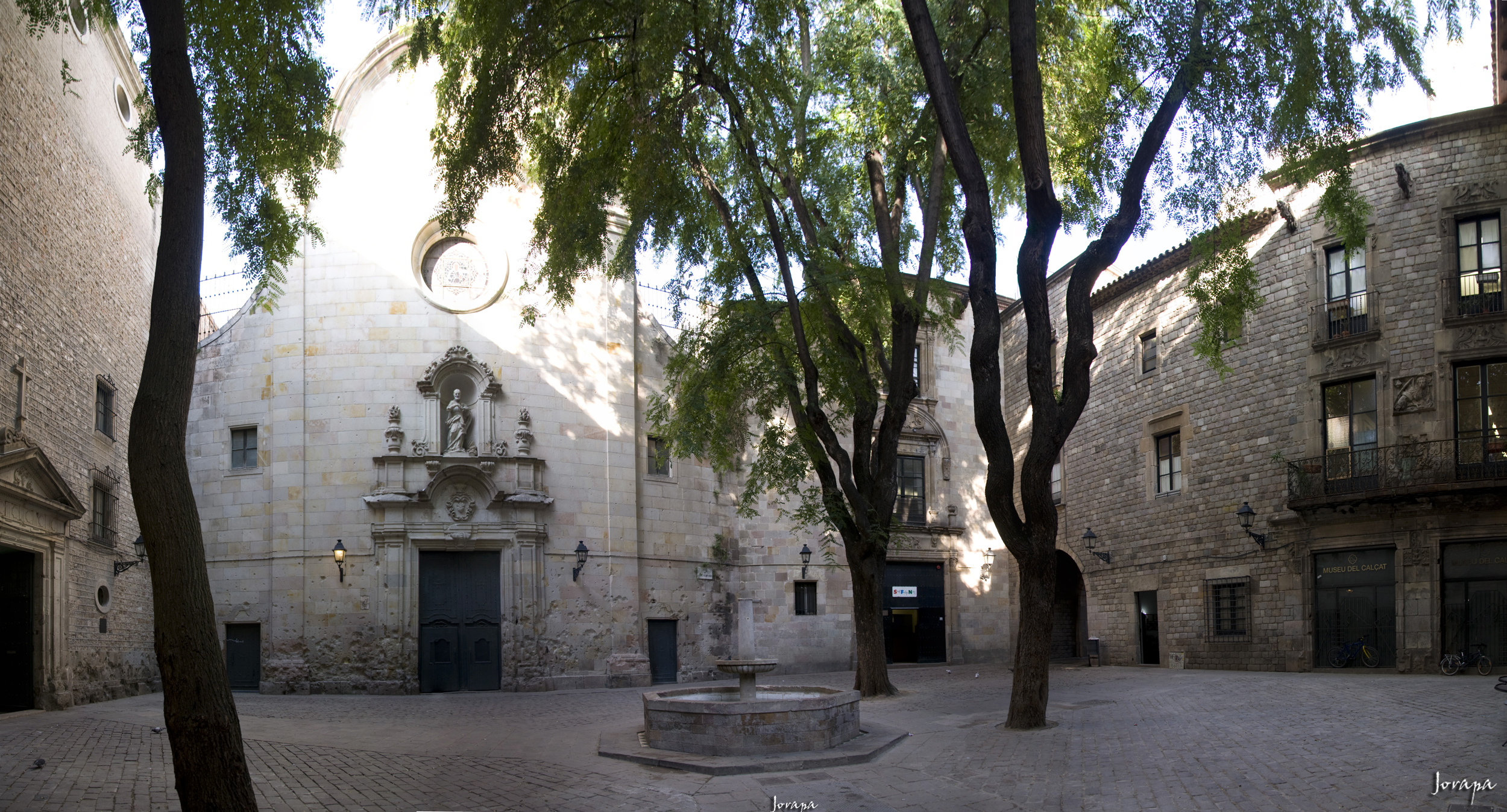
Il video è stato girato nel barrio gotico di Barcellona. Nell'immagine è possibile vedere la famosa fontana del video, situata al centro della plaça de Sant Felip Neri.

Nel video del brano (dalle immagini in bianco e nero), Amy Lee vaga senza meta a piedi nudi e vestita di bianco, cantando per Barcellona, facendosi cullare dalle note suonate da Ben Moody al piano e dalle impulsive ballate rock offerte nel finale dal resto della band, che suona in una stanza dalla luce soffusa, separatamente da Ben. In diverse occasioni, nel corso del video, la cantante Amy Lee viene ripresa sdraiata sul tetto di una Fiat 600.

## Tracce
Il singolo di questo brano è stato pubblicato l'8 dicembre 2003 in diverse versioni:
CD singolo UK
1. My Immortal (Band Version) – 4:33
2. My Immortal (Album Version) – 4:24

CD maxi singolo
1. My Immortal (Band Version) – 4:33
2. My Immortal (Album Version) – 4:24
3. Haunted (Live from Sessions @ Aol) – 3:08
4. My Immortal (Live from Cologne) – 4:15

## Formazione
- Amy Lee – voce, pianoforte, tastiere
- Ben Moody – chitarra solista
- John LeCompt – chitarra ritmica
- David Hodges – tastiere
- Will Boyd – basso
- Rocky Gray – batteria

## Classifiche
| Classifica (2003/04)       | Posizione massima |
| -------------------------- | ----------------- |
| Australia                  | 4                 |
| Austria                    | 11                |
| Belgio (Fiandre)           | 5                 |
| Belgio (Vallonia)          | 9                 |
| Brasile                    | 3                 |
| Canada                     | 1                 |
| Danimarca                  | 7                 |
| Finlandia                  | 9                 |
| Francia                    | 11                |
| Germania                   | 5                 |
| Grecia                     | 1                 |
| Irlanda                    | 20                |
| Italia                     | 3                 |
| Norvegia                   | 2                 |
| Nuova Zelanda              | 2                 |
| Paesi Bassi                | 7                 |
| Regno Unito                | 7                 |
| Spagna                     | 4                 |
| Stati Uniti                | 7                 |
| Stati Uniti (adult top 40) | 1                 |
| Svezia                     | 9                 |
| Svizzera                   | 7                 |